# Саланова, Анна Ивановна
Анна Ивановна Саланова (1916 — 1997) — передовик советского сельского хозяйства, доярка колхоза «Пролетарий» Раменского района Московской области, Герой Социалистического Труда (1949).

## Биография
Родилась в 1916 году в деревне Вертячево, Бронницкого уезда Раменской волости в русской семье крестьянина. Получив начальное образование в сельской школе, трудоустроилась работать в сельское хозяйство в колхоз «Пролетарий». В 1930 году была принята на работу дояркой, а затем на протяжении восьми лет возглавляла бригаду доярок.
В 1947 году достигла высоких производственных результатов, сумев получить от каждой закреплённой коровы по 3156 килограммов молока, а уже в 1948 году получила от 8 коров по 6369 килограммов молока с содержанием 218 килограммов молочного жира от каждой коровы в среднем за год.
За получение высокой продуктивности животноводства в 1948 году, Указом Президиума Верховного Совета СССР от 7 апреля 1949 года Анне Ивановне Салановой было присвоено звание Героя Социалистического Труда с вручением ордена Ленина и золотой медали «Серп и Молот».
В дальнейшем продолжала трудовую деятельность. В 1950 году была назначена заведующий фермой. В 1956 году стала участницей сельскохозяйственной выставки. В 1959 году после объединения двух хозяйств стала трудиться приёмщицей молока в составе совхоза «Раменский». Затем до выхода на заслуженный отдых работала в полеводческой бригаде. С 1978 года на пенсии.
Трижды избиралась депутатом Московского областного совета депутатов трудящихся.
Проживала в родной деревне Вертячево. Умерла в 1997 году.

## Награды
За трудовые успехи удостоен:
- золотая звезда «Серп и Молот» (07.04.1949),
- орден Ленина (07.04.1949),
- другие медали.